# Работоспособность
Работоспособность — состояние изделия, при котором оно способно выполнять заданную функцию с параметрами, установленными требованиями технической документации.
Отказ — это нарушение работоспособности. Свойства элемента или системы непрерывно сохранять работоспособность при определённых условиях эксплуатации (до первого отказа) называется безотказностью. Безотказность — свойство объекта непрерывно сохранять работоспособное состояние в течение некоторого времени или наработки. Также, способность к работе — потенциальная возможность индивида выполнять целесообразную деятельность на заданном уровне Уровень эффективности в течение определённого времени. Работоспособность зависит от внешних условий деятельности и психофизиологических ресурсов индивида.

## Критерии работоспособности
Прочность — способность детали сопротивляться разрушению или пластическому деформированию под действием приложенных нагрузок. Прочность является главным критерием работоспособности, так как непрочные детали не могут работать.
Общие методы расчётов на прочность, приведённые в разделе 2 «Основы прочностной надежности», были подробно рассмотрены применительно к конкретным деталям и носят форму инженерных расчётов.
Поломка частей машины приводит не только к отказу всей механической системы, но и к несчастным случаям. Расчёты на прочность ведут:
- по допускаемым напряжениям: s £ [s], t £ [t];
- по коэффициентам запаса прочности: s ³ [s];
- по вероятности безотказной работы: Р(t) ³ [P(t)].

В большинстве случаев нарушением прочности считают возникновение в детали напряжения, равного предельному (sпред., tпред.). Для обеспечения достаточной прочности (запас прочности) необходимо выполнение следующих условий: s £ [s]=(sпред /[s]); t £ [t]=(tпред /[s]); s ³ [s].
В зависимости от свойств материала и характера нагружения в качестве предельного напряжения принимают: предел текучести, предел прочности (при расчёте на статическую прочность) или предел выносливости при соответствующем цикле изменения напряжений (при расчёте на усталостную прочность — выносливость). При проектировании следует учитывать, что сопротивление усталости значительно понижается при наличии концентраторов напряжений, связанных с конструктивной формой деталей (галтели, канавки, отверстия и т. п.) или с дефектами производства (царапины, трещины и пр.).
В ряде случаев детали работают под нагрузками, вызывающими в поверхностных слоях переменные контактные напряжения sн, приводящие к усталостному выкрашиванию контактирующих поверхностей. Расчёт в этом случае производят из условия выносливости рабочих поверхностей.
Допускаемый коэффициент запаса [s] устанавливают на основе дифференциального метода как произведение частных коэффициентов: [s]=s1s2s3, отражающих: s1 — достоверность формул и расчетных нагрузок; s2 — однородность механических свойств материалов; s3 — специфические требования безопасности.
Допускаемый коэффициент запаса [s] по отношению к пределу текучести при расчёте деталей из пластичных материалов под действием постоянных напряжений назначают минимальным при достаточно точных расчётах ([s]=1,3 … 1,5). Коэффициент запаса по отношению к временному сопротивлению при расчёте деталей из хрупких материалов, даже при постоянных напряжениях, назначают достаточно большим ([s] ³ 3). Это связано с опасностью разрушения, даже при однократном превышении максимальным напряжением предела прочности. Коэффициент запаса по пределу выносливости; назначают относительно небольшим ([s] =1,5 … 2,5), так как единичные перегрузки не приводят к разрушению.
Для конструкций, разрушение которых особенно опасно для жизни людей и окружающей среды (грузоподъёмные механизмы, паровые котлы и т. п.), коэффициенты запаса прочности, а также методы расчёта, проектирования и эксплуатации регламентированы нормами Госгортехнадзора.
Жесткость — способность деталей сопротивляться изменению формы и размеров под нагрузкой. Расчёт на жесткость предусматривает ограничение упругих деформаций деталей в пределах, допустимых в конкретных условиях работы (например, качество зацепления зубчатых колес и условия работы подшипников ухудшаются при больших прогибах валов). Значение расчётов на жесткость возрастает в связи с тем, что совершенствование конструкционных материалов происходит главным образом в направлении повышения их прочностных характеристик ( и ), а модули упругости Е(характеристика жесткости) повышаются при этом незначительно или даже сохраняются постоянными. Нормы жесткости устанавливают на основе практики эксплуатации и расчётов. Встречаются случаи, когда размеры, полученные из условия прочности, оказываются недостаточными по жесткости.
Расчёты на жесткость более трудоемки, чем расчёты на прочность. Поэтому, в ряде случаев ограничиваются лишь последними, но принимают заведомо повышенные коэффициенты запаса прочности, чтобы таким косвенным способом обеспечить должную жесткость.
В некоторых случаях приходится учитывать перемещения, обусловленные не только общими, но и контактными деформациями, то есть выполнять расчёты на контактную жесткость.
Теплостойкость — способность детали работать при высоких температурах. Нагрев деталей вызывается рабочим процессом машин и трением в кинематических парах и может вызвать вредные последствия: понижение прочностных характеристик материала и появление ползучести (рост деформации под нагрузкой с повышением температуры); изменение физических свойств трущихся поверхностей; ухудшение показателей точности; уменьшение защищающей способности масляных плёнок, а следовательно, и увеличение изнашивания деталей; изменение зазоров в сопряжённых деталях, которое может привести к заклиниванию и заеданию.
Чтобы не допустить вредных последствий перегрева на работу машин, выполняют тепловые расчёты и, при необходимости, вносят соответствующие конструктивные изменения, например принудительное охлаждение, увеличение поверхности теплоотдачи и др.
Износостойкость — свойство деталей сопротивляться изнашиванию, то есть процессу постепенного изменения размеров и формы деталей в результате трения. При этом увеличиваются зазоры в кинематических парах, что, в свою очередь, приводит к нарушению точности, появлению дополнительных динамических нагрузок, уменьшению поперечного сечения и, следовательно, к уменьшению прочности, к снижению КПД, возрастанию шума. При современном уровне техники 85…90 % машин выходят из строя в результате изнашивания, что вызывает резкое удорожание эксплуатации в связи с необходимостью периодической проверки их состояния и ремонта. Для многих типов машин затраты на ремонты и техническое обслуживание в связи с изнашиванием значительно превосходят стоимость новой машины.
Расчёт деталей на износостойкость заключается либо в определении условий, обеспечивающих жидкостное трение (режима работы, когда соприкасающиеся поверхности разделены достаточным слоем смазки), либо в обеспечении достаточной долговечности их путём назначения для трущихся поверхностей соответствующих допускаемых давлений.
Вибро-устойчивость — способность конструкции работать в нужном диапазоне режимов без недопустимых колебаний. Последствия, вызываемые вибрацией, были рассмотрены в подразделе 1.5.
Основными направлениями работ, обеспечивающими вибропрочность и виброустойчивость, являются: устранение источников колебаний (балансировка вращающихся масс и уравновешивание механизмов); создание конструкций такой жесткости, при которой будет отсутствовать опасность возникновения резонанса колебаний, и разработка эффективных средств виброзащиты человека — оператора, управляющего высокоскоростными транспортными средствами, технологическими машинами и машинами вибрационного действия, в которых резонансные и вибрационные эффекты позволяют с меньшими затратами увеличить производительность труда.
Надежность, как критерий работоспособности, оценивают вероятностью P(t) сохранения работоспособности в течение заданного срока службы (коэффициент надежности): P(t)=1-n(t)/n, где n(t) — число деталей, отказавших к моменту времени t или концу наработки; n — число деталей, подвергнутым испытаниям.
Вероятность безотказной работы сложного изделия равна произведению вероятностей безотказной работы его составляющих.
Надежность изделия может быть достигнута выполнением ряда требований на всех этапах проектирования, изготовления и эксплуатации. К их числу относятся следующие:
- схема изделия должна быть выбрана таким образом, чтобы число её элементов, по возможности, было минимальным;
- надежность каждого элемента должна быть достаточно высокой;
- расчёты должны наиболее точно отражать действительные условия работы, а качество изготовления соответствовать намеченному;
- широкое использование унифицированных и стандартизованных элементов;
- защита от внешних воздействий: вибрации, высоких температур, окислительных сред, пыли и т. п. и эффективная система смазки;
- расширение допускаемых пределов для параметров, определяющих работоспособность изделий (например, введение упругих муфт, установка предохранительных устройств);
- конструкция изделий должна обеспечивать легкую доступность к узлам и деталям для осмотра и замены (ремонтопригодность);
- применение в некоторых случаях параллельного соединения элементов и резервирования.|  | Этот раздел нужно дополнить. Пожалуйста, улучшите и дополните раздел. (30 апреля 2016) |